# فياتشيسلاف إيفانوف
فياتشيسلاف إيفانوف (بالروسية: Вячесла́в Никола́евич Ивано́в) هو لاعب أولمبي لرياضة التجديف من الاتحاد السوفييتي. شارك في الأولمبياد الصيفي في 1956–1964، وفاز بما مجموعه 3 ميداليات.

## الميداليات
| ذهب | فضة | برونز | المجموع |
| 3   | 0   | 0     | 3       |

## طالع أيضًا
- قائمة حائزي ميداليات أولمبية متعددة

## روابط خارجية
- فياتشيسلاف إيفانوف على موقع الاتحاد الدولي للتجديف (الإنجليزية)
- فياتشيسلاف إيفانوف على موقع اللجنة الأولمبية الدولية (الإنجليزية)
- فياتشيسلاف إيفانوف على موقع أوليمبيديا (الإنجليزية)